# Casa-fàbrica Tey
La casa-fàbrica Tey era un edifici situat als carrers d'en Ferlandina i de la Paloma del Raval de Barcelona, actualment desaparegut.

## Història
L'octubre del 1839, els fideuers Manuel Tey i Francesc Basart i l'adroguer Antoni Busquets i Llobet van signar un contracte amb Miquel de Bergue on aquest es comprometia a importar d'Anglaterra una màquina de vapor de 12 CV per al seu molí fariner en el termini de 6 mesos, a canvi de 3.900 duros. El març del 1840, els mateixos signants, juntament amb els fideuers Pere Tuyet, Pau Blanch, Josep Tey, Joan Cortacans i Miquel Chicoy, i el comerciant Bru Cistaré (Manuel Tey i Cia) van adquirir en emfiteusi al fabricant de teixits Francesc Lloberas i el fabricant de blanqueig i tenyit de cotó Domènec Soley una parcel·la en emfiteusi al final del carrer d'en Ferlandina i el nou de la Paloma, i tot seguit, van demanar permís per a construir-hi dos edificis de planta baixa i un pis, així com aixecar una tàpia de 16 pams d’alçada amb dues portes i instal·lar-hi provisionalment una màquina de vapor de 12-14 CV, segons el projecte de l'arquitecte Ramon Molet. El novembre d'aquest any, van presentar un nou projecte del mateix autor que n'augmentava el nombre d'obertures i de plantes, i el 1843 van demanar novament permís per a completar-hi les edificacions, segons el projecte de Molet.
El 1850, L'Espanya Industrial va adquirir per a la seva secció de tints i estampats una màquina de vapor de segona mà de 7 CV a Manuel Tey i Cia, aprofitant que aquesta companyia l'havia substituït per una de 13 CV. Van llogar les seves instal·lacions i força motriu de vapor a d'altres fabricants, i així, el 1857, hi havia les filatures de cotó de Josep i Agustí Casas i Camil Roig. A principis del segle xx hi havia la fàbrica de residus de cotó, cànem i llana d'Andreu Cabré, posteriorment de matalassos, així com la de llits de fusta tornejada de Josep J. Barberà, posteriorment dels germans Daniel i Maties Juan.
El 1908, l'edifici fou enderrocat per a construir-hi la nova fàbrica de vidres d'Emili Buxeres i Bultó.

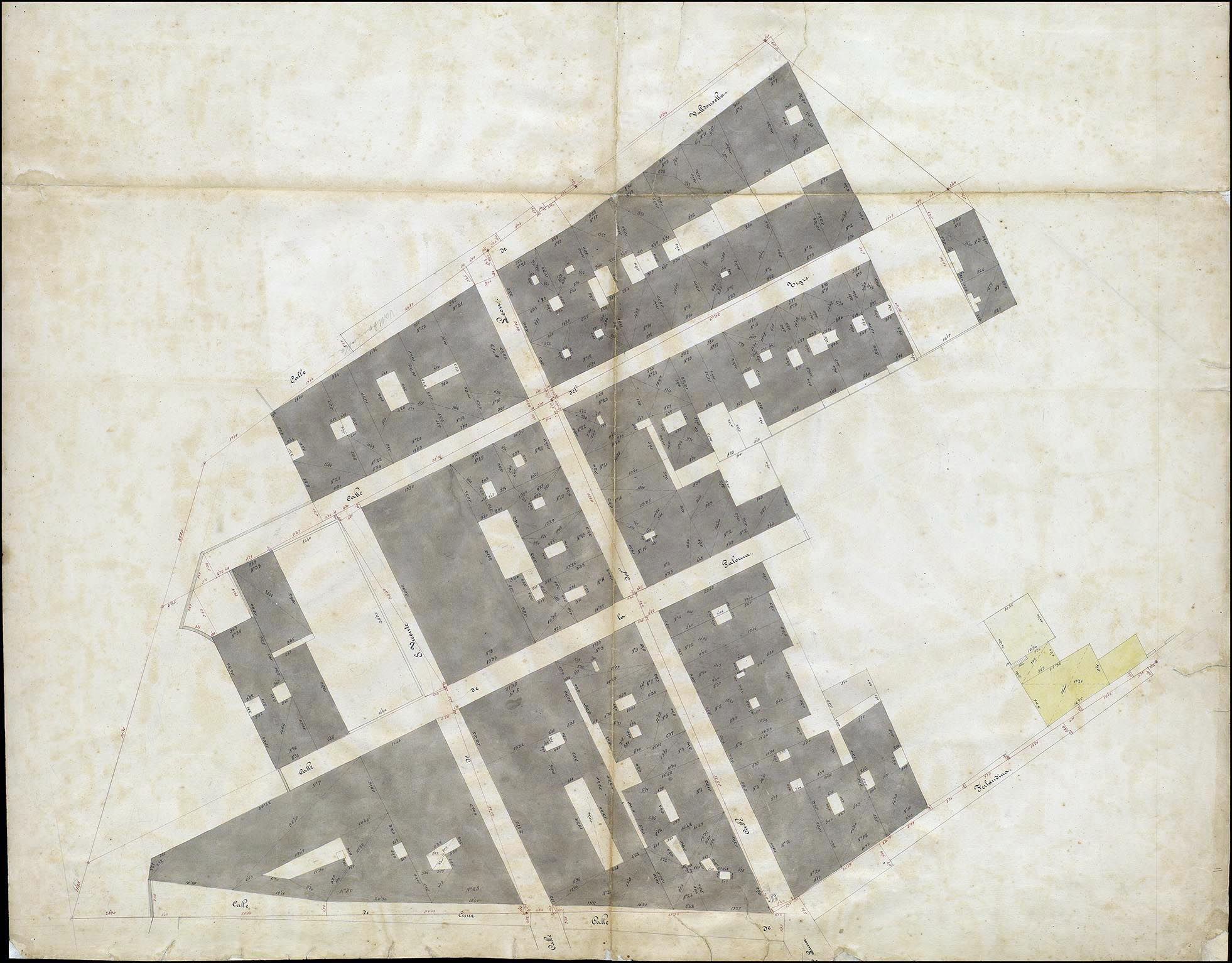
Quarteró núm. 72 de Garriga i Roca (c. 1860)